# Chick Corea
Armando Anthony "Chick" Corea (n. 12 iunie 1941, Chelsea⁠(d), Massachusetts, SUA – d. 9 februarie 2021, Tampa Bay area⁠(d), Florida, SUA) a fost un muzician american.
A câștigat în numeroase rânduri premiul Grammy la secțiunile pianist/keyboardist și compozitor de jazz american.
A ajuns foarte cunoscut prin activitatea lui din anii '70, promovând stilul jazz fusion sau jazz-rock cum era denumit la vremea respectivă. Se poate spune că a contribuit direct la nașterea acestui stil de jazz. A făcut parte din celebra trupă ˝Miles Davis Band˝ luând parte la legendarele înregistrări ale lui Miles Davis de la sfârșitul anilor '60, începutul anilor '70. În anii '70 și-a format propriul grup de jazz ˝Return to Forever˝, grup cu care a continuat să exploreze sonoritățile fusion.
În anii 80' și '90 a avut numeroase alte colaborări explorând variate stiluri musicale.
În 2010 a fost numit doctor honoris causa al Universității tehnico-științifice a Norvegiei (NTNU) din Trondheim.

## Discografie

### Solo și colaborări
- Tones for Joan's Bones (1966)
- Inner Space (1966)
- Now He Sings, Now He Sobs (1968)
- Is (1969)
- Sundance (1969)
- The Song of Singing (1970)
- Piano Improvisations Vol. 1 (1971)
- Piano Improvisations Vol. 2 (1971)
- The Leprechaun (1976)
- My Spanish Heart (1976)
- The Mad Hatter (1978)
- An Evening With Herbie Hancock & Chick Corea: In Concert (1978)
- Secret Agent (1978)
- Friends (1978)
- Delphi I (1979)
- CoreaHancock (1978)
- Tap Step (1980)
- Live in Montreux (1981)
- Three Quartets (1981)
- Touchstone (1982)
- Trio Music (1982)
- Again & Again (1983)
- On two pianos (1983, with Nicolas Economou)
- The Meeting (Chick Corea and Friedrich Gulda album) (1983, with Friedrich Gulda)
- Children's Songs (1984)
- Fantasy for Two Pianos with Friedrich Gulda (1984)
- Voyage - with Steve Kujala (1984)
- Septet (1985)
- Trio Music Live in Europe (1987)
- Chick Corea Featuring Lionel Hampton (1988)
- Play (1992, with Bobby McFerrin)
- Seabreeze (1993)
- Expressions (1993)
- Time Warp (1995)
- The Mozart Sessions (1996, with Bobby McFerrin)
- Remembering Bud Powell (1997)
- Like Minds (1998, Gary Burton, Chick Corea, Pat Metheny, Roy Haynes, Dave Holland)
- Solo Piano - Originals (2000)
- Solo Piano - Standards (2000)
- New Trio: Past, Present & Futures (2001)
- Rendezvous In New York (2003)
- The Ultimate Adventure (2006)
- The Enchantment (2007, with Béla Fleck)
- 5trios - 1. Dr. Joe (with Antonio Sanchez, John Patitucci )(2007)
- 5trios - 2. From Miles (with Eddie Gomez, Jack de Johnette )(2007)
- 5trios - 3. Chillin' in Chelan (with Christian Mc Bride, Jeff Ballard ))(2007)
- 5trios - 4. The Boston Three Party (with Eddie Gomez, Airto Moreira )(2007)
- 5trios - 5. Brooklyn, Paris to Clearwater (with Hadrien Feraud, Richie Barshay )(2007)

### CuGary Burton
- Crystal Silence (1972)
- Duet (1979)
- In Concert, Zürich (1980)
- Lyric Suite for Sextet (1982)
- Native Sense - The New Duets (1997)
- The New Crystal Silence (2008)

### Circle
- Circulus (1970)
- Early Circle (1970)
- Circle Gathering (1970)
- Circle Live in Germany (1970)
- ARC (1970)
- Circle - Paris Concert (1971)

### Return to Forever
- Return to Forever (1972)
- Light as a Feather (1972)
- Hymn of the Seventh Galaxy (1973)
- Where Have I Known You Before (1974)
- No Mystery (1975)
- Romantic Warrior (1976)
- Musicmagic (1977)
- RTF Live (1978)

### Chick Corea Elektric Band
- Chick Corea Elektric Band (1986)
- Light Years (1987)
- Eye of the Beholder (1988)
- Inside Out (1990)
- Beneath the Mask (1991)
- Elektric Band II: Paint the World (1993)
- To the Stars (2004)

### Chick Corea &Origin
- Live at The Blue Note (1998)
- A Week at The Blue Note (1998)
- Change (1999)
- corea.concerto (1999)

### Chick Corea's Akoustic Band
- Chick Corea Akoustic Band (1989)
- Alive (1991)
- Live from Blue Note Tokyo (2000)
- Summer Night - live (1987)